# Buntes Fähnlein 86
Buntes Fähnlein 86 war ein deutsch-US-amerikanisch-kanadisches FTX-Militärmanöver der 4. Panzergrenadierdivision in Bayern/Oberpfalz, welches im Herbst 1986 stattfand.

## Truppengliederung
Die Übungstruppe BLAU setzte sich wie folgt zusammen:
- Panzergrenadierbrigade 11 „Bayerwald“, Bogen (54× Leopard 1A5)
- Teile der Divisionstruppen
- 4 Canadian Mechanized Brigade Group (CMBG) (59× Leopard CA1)

ROT gliederte sich wie folgt:
- Panzerbrigade 12, Amberg (Leopard 2A4)
  - Panzeraufklärungsbataillon 4, Weiden (34× Leopard 1A1A1)
  - Teile des Panzergrenadierbataillon 122, Oberviechtach
- Teile der Divisionstruppen
- Teile der 1st US-Armored Division
  - 3rd Battalion / 35th Armored Regiment
- 2nd US-Armored Cavalry Regiment, Nürnberg

Leitungs- und Schiedsrichterdienst stellten die Panzergrenadierbrigade 10 und das Fernmeldebataillon 4.

## Umfang
Die Divisionsübung Buntes Fähnlein 86 fand vom 3. bis 7. November 1986 im Raum Auerbach, Pressath, Windischeschenbach, Weiden, Nabburg, Amberg, Sulzbach-Rosenberg, Freihung, Tanzfleck und Vilseck. Buntes Fähnlein 86 gehörte zur Manöverserie „Autumn Forge“.

## Ablauf
Bei der Divisionsübung Buntes Fähnlein 86 wurde erstmals der M981 FISTV (Fire Support Team Vehicle / Forward Observer Vehicle – VB-Artilleriebeobachter mit Ground/Vehicular Laser Locator Designator [G/VLLD] auf M113-Fahrgestell) eingesetzt. Am 2. Übungstag kam es bei Freihung in den frühen Morgenstunden zu einer teilweise heftigen Panzerschlacht zwischen den Leopard Kampfpanzer der 4th RCD „The Royal Canadian Dragoons“ und des PzAufklBtl 4 auf Seiten von ROT.

## Medien
- Die großen Übungen der Bundeswehr 2. DVD. Breucom-Medien, 2011, ISBN 978-3-940433-33-6.